# Кишиневски погром
Кишиневският погром (на руски: Кишинёвский погром; на идиш: קעשענעוו פאגראם) е антиеврейски погром на 19 – 20 април (6 – 7 април стар стил) 1903 година в град Кишинев, по това време част от Руската империя.
Погромът е провокиран от местните антисемитски вестници „Бесарабец“ и „Свет“ и православният владика, които обвиняват евреите за смъртта на две деца в района на Кишинев. При последвалите безредици са убити 47 евреи, няколкостотин са ранени, 700 къщи са разрушени, а 600 магазина са разграбени от тълпите. Полицията се намесва на третия ден и възстановява реда. Кишиневският погром получава широк отзвук в страната и чужбина и дава тласък на ционисткото движение.